# John Taylor (musiker)
Nigel John Taylor, född 20 juni 1960 i Solihull i West Midlands, uppvuxen i förorten Hollywood utanför Birmingham, är basgitarrist i det brittiska bandet Duran Duran. Han bildade gruppen 1978 tillsammans med barndomsvännen Nick Rhodes. Taylor har även varit medlem i grupperna Power Station, tillsammans med bland andra Robert Palmer, och Neurotic Outsiders, tillsammans med medlemmar från Sex Pistols och Guns N' Roses. Han har också givit ut flera soloalbum. 1984 spelade Taylor bas på Band Aid-singeln Do They Know It's Christmas?, en av världens mest sålda jullåtar. 
Taylor har ingen formell musikutbildning, utan är självlärd. Ingen annan i hans släkt är musiker. Taylors far var soldat i andra världskriget och arbetade därefter som försäljare på en fabrik som tillverkade bildelar i Birmingham. Hans mor var hemmafru. Under 1960-talet åkte Taylors far ofta på tjänsteresor till Saab och Volvos kontor i Sverige. Han kom ofta hem med presenter, vilket gav Taylor en barndomsbild av Sverige som ett exotiskt drömland. 
Duran Duran slog igenom internationellt 1981 och växte på bara några år till att bli ett av världens största popband under 1980-talet. I USA fick bandet god hjälp och marknadsföring av den nystartade TV-kanalen MTV, som visade bandets exotiska musikvideos frekvent. När bandet först slog igenom bodde Taylor fortfarande hemma, ägde inget pass, och hade aldrig varit utomlands.
Under Duran Durans storhetstid under mitten av 1980-talet flyttade Taylor till New York, där han festade dygnet runt och började utveckla alkohol- och drogproblem. Under tiden i New York var Taylor tillsammans med den danska supermodellen Renée Toft Simonsen. Hon lämnade honom senare på grund av hans drogproblem.
Efter att ha flyttat till Los Angeles och blivit nykter 1994 lämnade Taylor Duran Duran 1997 för att bli soloartist och satsa på en filmkarriär. Målet var också att  tillbringa mer tid med sin nya flickvän och dotter i USA än vad som var möjligt i London-baserade Duran Duran.  Som skådespelare har Taylor gjort mindre roller i filmer som Sugar Town (1998), Four dogs playing poker (2000) och The Flintstones in Viva Rock Vegas (2000). Taylor återkom som medlem i Duran Duran 2001.
2012 gav Taylor ut självbiografin In the Pleasure Groove: Love, Death, and Duran Duran, där han berättar om sin uppväxt i Birmingham, Duran Durans genombrott och bandets långa karriär. Han bor idag växelvis i Los Angeles och på herrgården South Wraxall Manor i Wiltshire i England, som han äger tillsammans med sin andra fru, Juicy Couture-skaparen Gela Nash. 
2021 tilldelades Taylor tidningen Bass Players Lifetime Achievement Award för sin talang och kreativitet som basist.   2022 valdes han och övriga medlemmar i Duran Duran in i amerikanska Rock and Roll Hall of Fame. 